# Granada Mk 2
La Mk 2 (inicialmente designada como Mk II) es un granada de fragmentación que entró en servicio con las Fuerzas Armadas de los Estados Unidos en 1918. Fue la granada de mano estándar durante la Segunda Guerra Mundial y otros conflictos posteriores, hasta la guerra de Vietnam. Reemplazó a la poco fiable granada Mk 1 de 1917, siendo designada como Mk II y redesignada como Mk 2 el 2 de abril de 1945.  
Generalmente fue sustituida por las granadas M67 y M61. Fue gradualmente retirada de servicio al inicio de la guerra de Corea. Debido a la gran cantidad de granadas producidas durante la Segunda Guerra Mundial, fue la granada sustituta estándar del Ejército de los Estados Unidos y el Cuerpo de Marines de los Estados Unidos durante las décadas de 1950 y 1960. La Armada de los Estados Unidos fue uno de los últimos usuarios, retirándola del servicio en 1969. 
La Mk 2, fue comúnmente conocida como "Pineapple" (Piña), por su distintivo aspecto.

## Especificaciones
- Peso: 595 gramos.
- Carga explosiva: 57 gramos de TNT, o pólvora sin humo EC.
- Espoleta: Dependiendo de la variante, incluye espoletas de detonación M5 y M6, y espoletas de ignición M10.

## Variantes
- Mk II: cargada de pólvora sin humo EC, usa la espoleta de ignición M10 o M10A1.
- Mk IIA1: cargada de pólvora sin humo EC, usa la espoleta de ignición M10A2.
- Mk II HE: cargada de TNT, usa la espoleta de detonación M5.
- Mk II TNT: cargada de TNT, usa la espoleta de detonación M6A4C.